# 温托·维塔拉
温托·维塔拉（芬蘭語：Unto Wiitala，1925年7月5日—2019年1月16日），芬兰男子冰球运动员，场上位置是守门员。他曾代表芬兰国家队参加1952年冬季奥林匹克运动会冰球比赛，获得第7名。